# Essequibo Islands-West Demerara
Essequibo Islands-West Demerara (Regiunea 3) este o regiune a Guyanei, împărțită de râul Essequibo. Aceasta acoperă o suprafață de 3.755 km². Se învecinează cu Oceanul Atlantic la nord, cu regiunea Demerara-Mahaica și râul Demerara la est, cu regiunea Upper Demerara-Berbice la sud și cu regiunea Pomeroon-Supenaam la vest.
Include așezări precum Parika, Schoon Ord și Uitvlugt, precum și cele trei sute șaizeci și cinci de insule ale țării, la gura de vărsare a râului Essequibo, printre care Insula Hog, Wakenaam și Leguan. Centrul administrativ este situat în orașul Vreed-en-Hoop.

## Populație
Guvernul Guyanei a organizat trei recensăminte oficiale începând cu reformele administrative din 1980, în 1980, 1991 și 2002. În 2002, populația Essequibo Islands-West Demerara a fost înregistrată la 103.061 de persoane. Înregistrările oficiale ale recensămintelor pentru populația Essequibo Islands-West Demerara sunt următoarele:
- 2012: 107.416
- 2002: 103.061
- 1991: 95.975
- 1980: 104.750

## Galerie

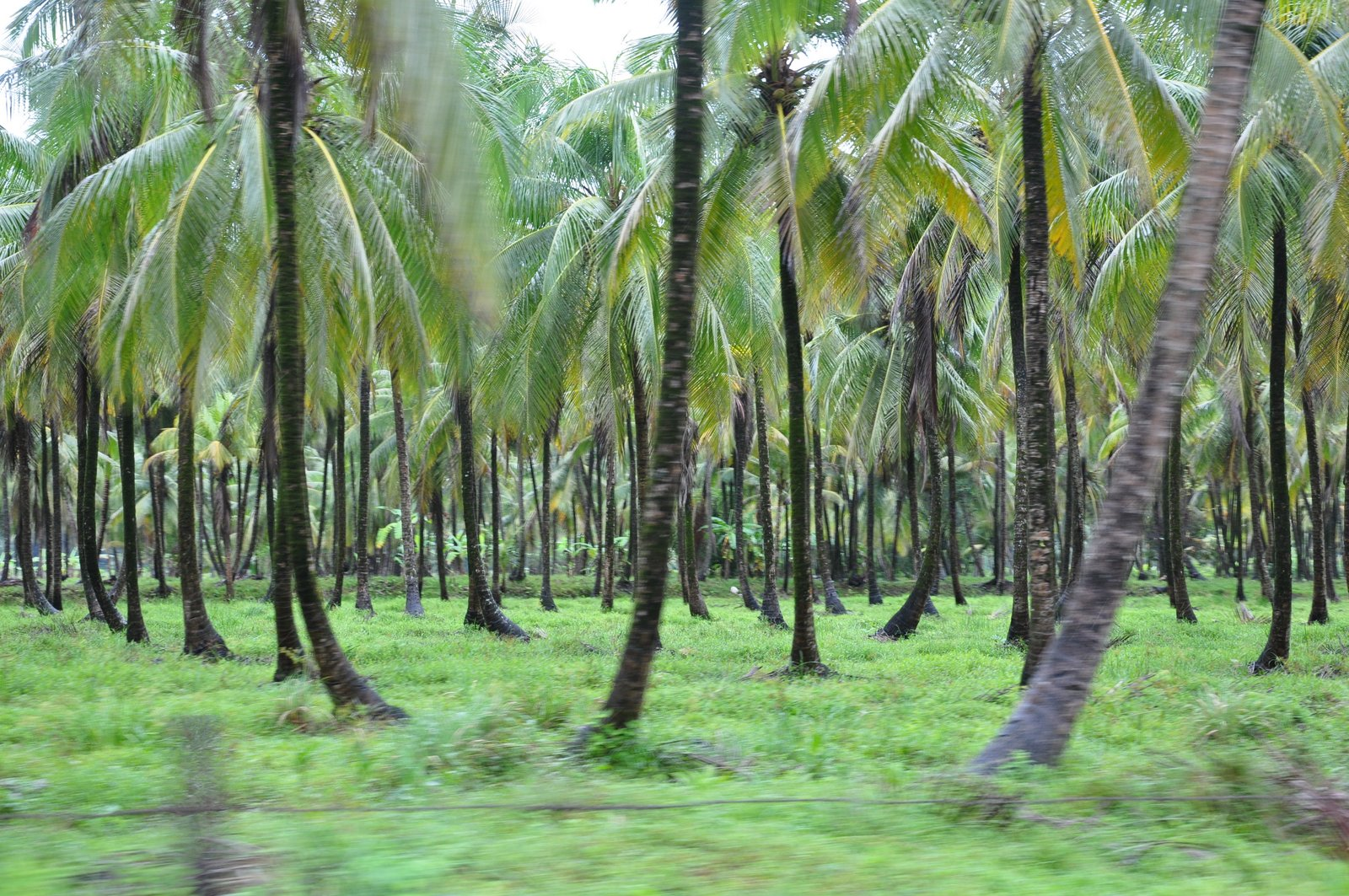
Arbore de cocos pe insula Wakenaam, râul Essequibo
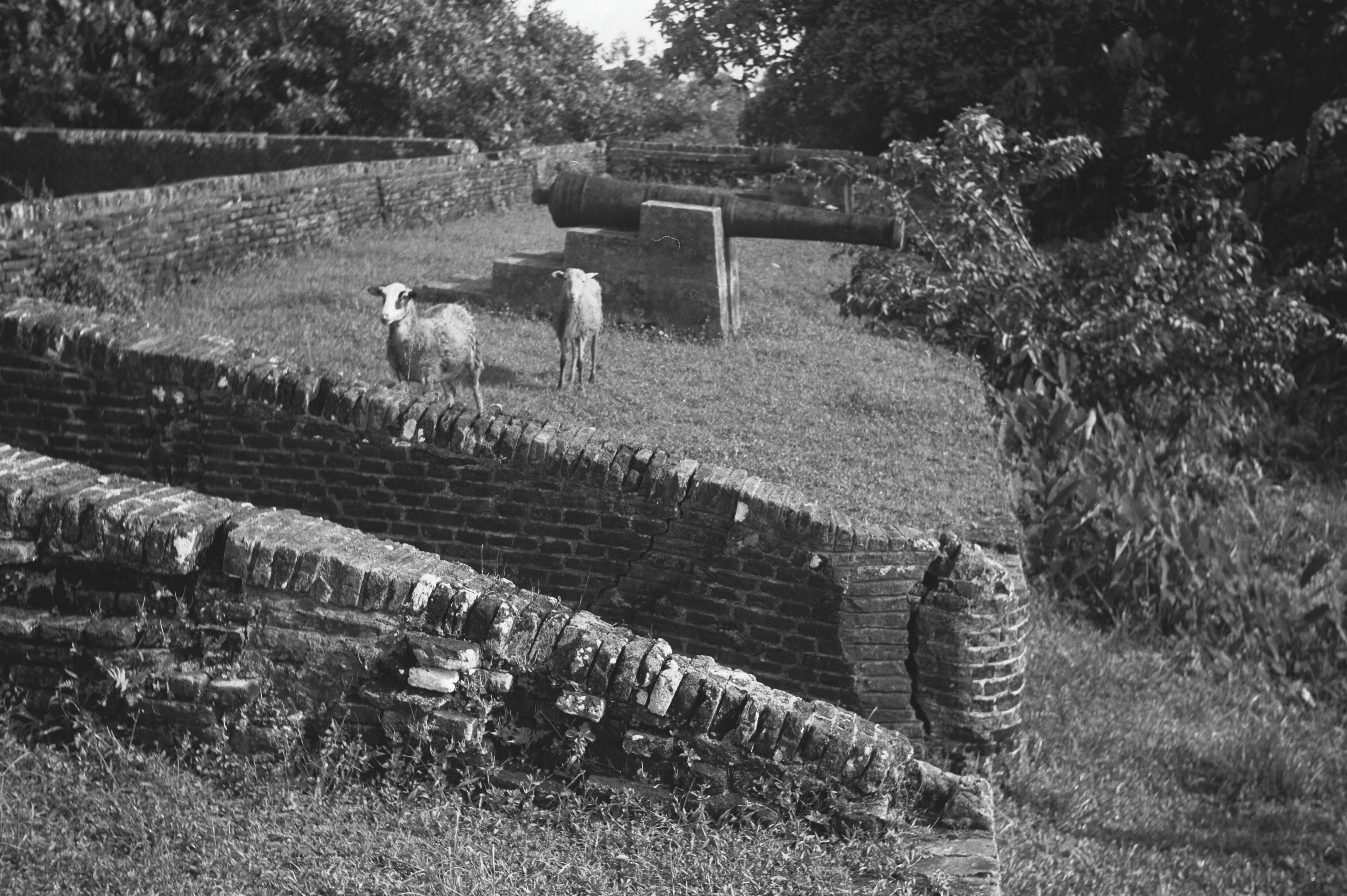
Ruinele Fortului Zeelandei pe Insula Fortului, râul Essequibo
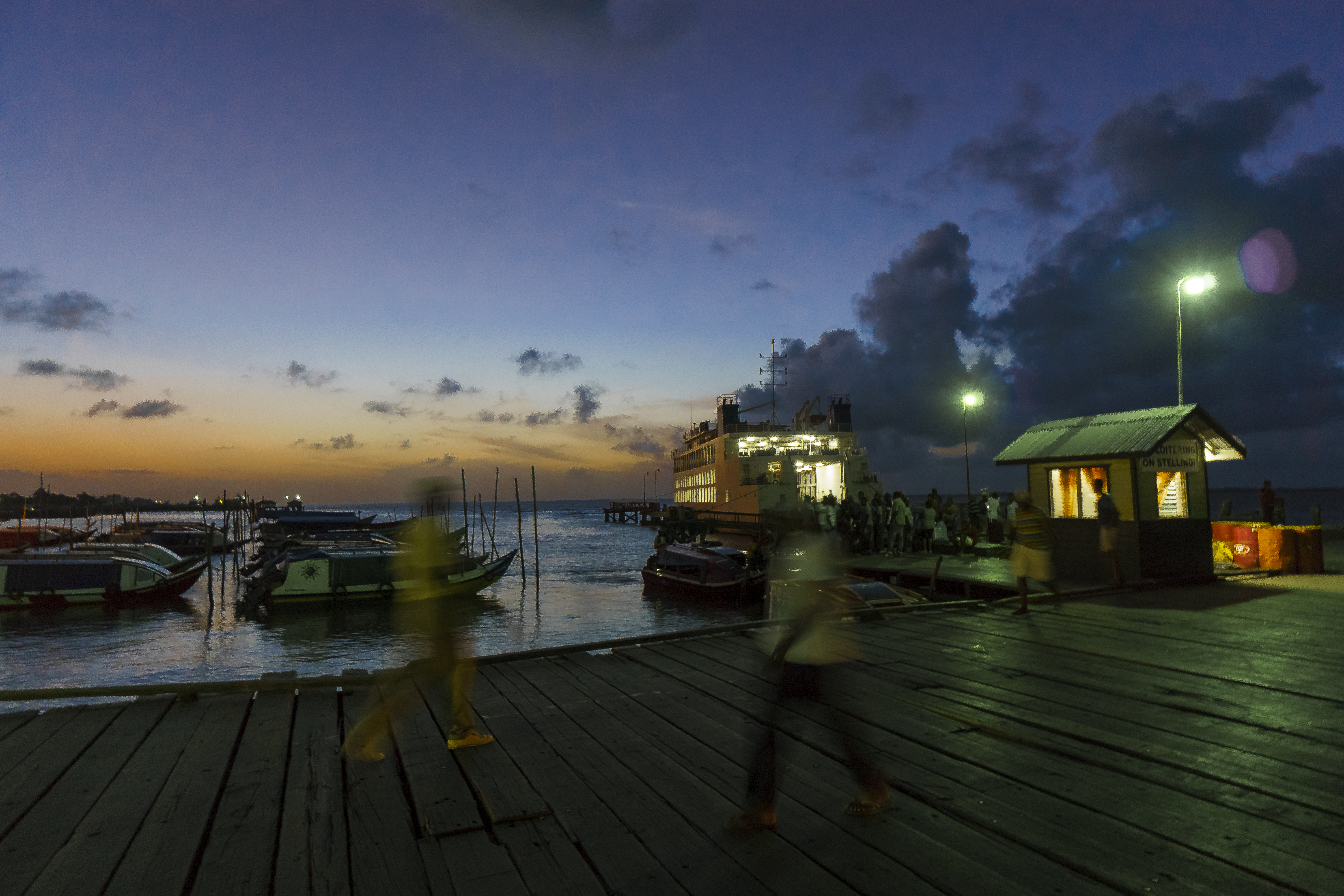
Parika pe malul estic al râului Essequibo
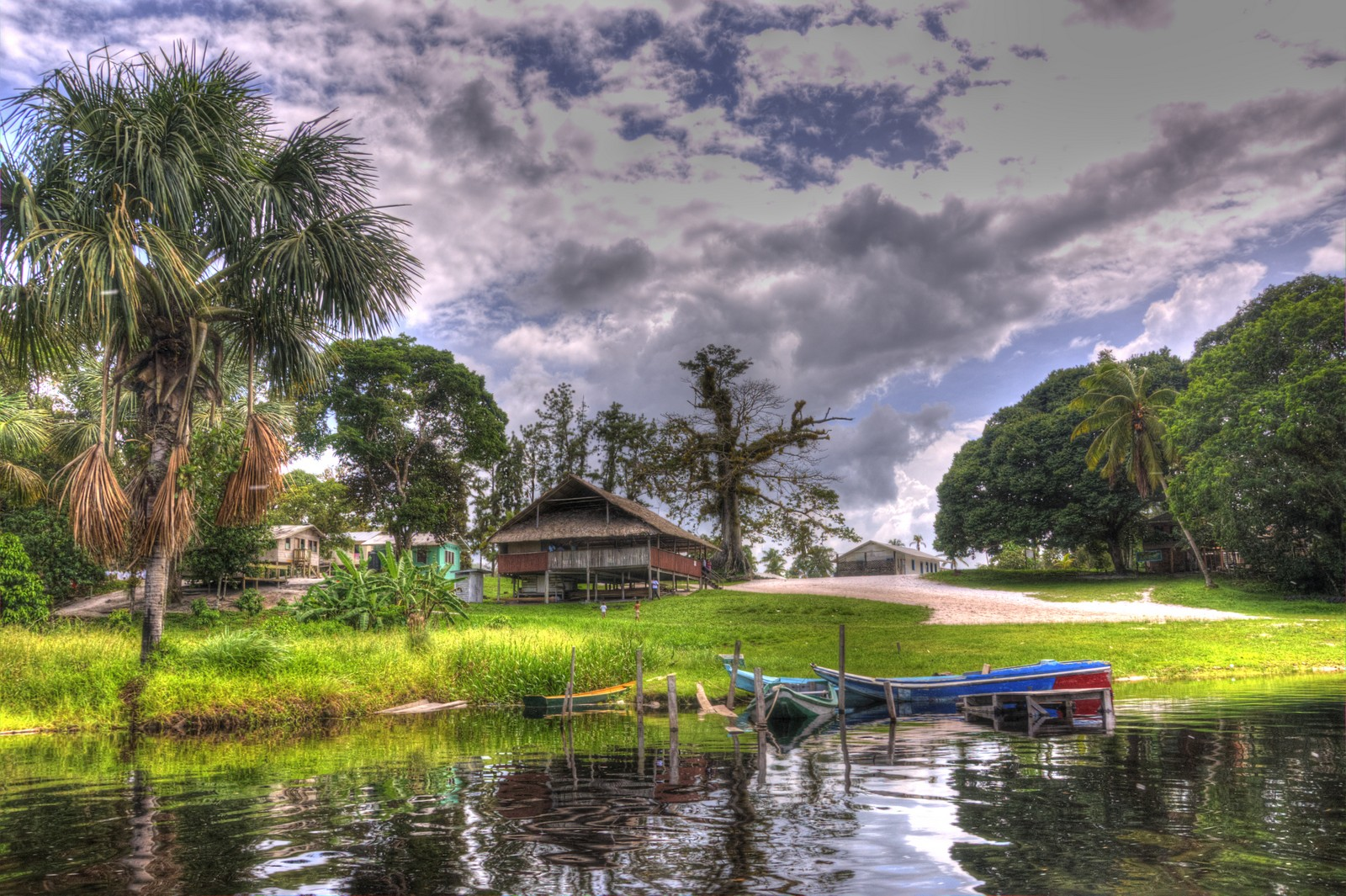
Santa Mission o rezervație naturală
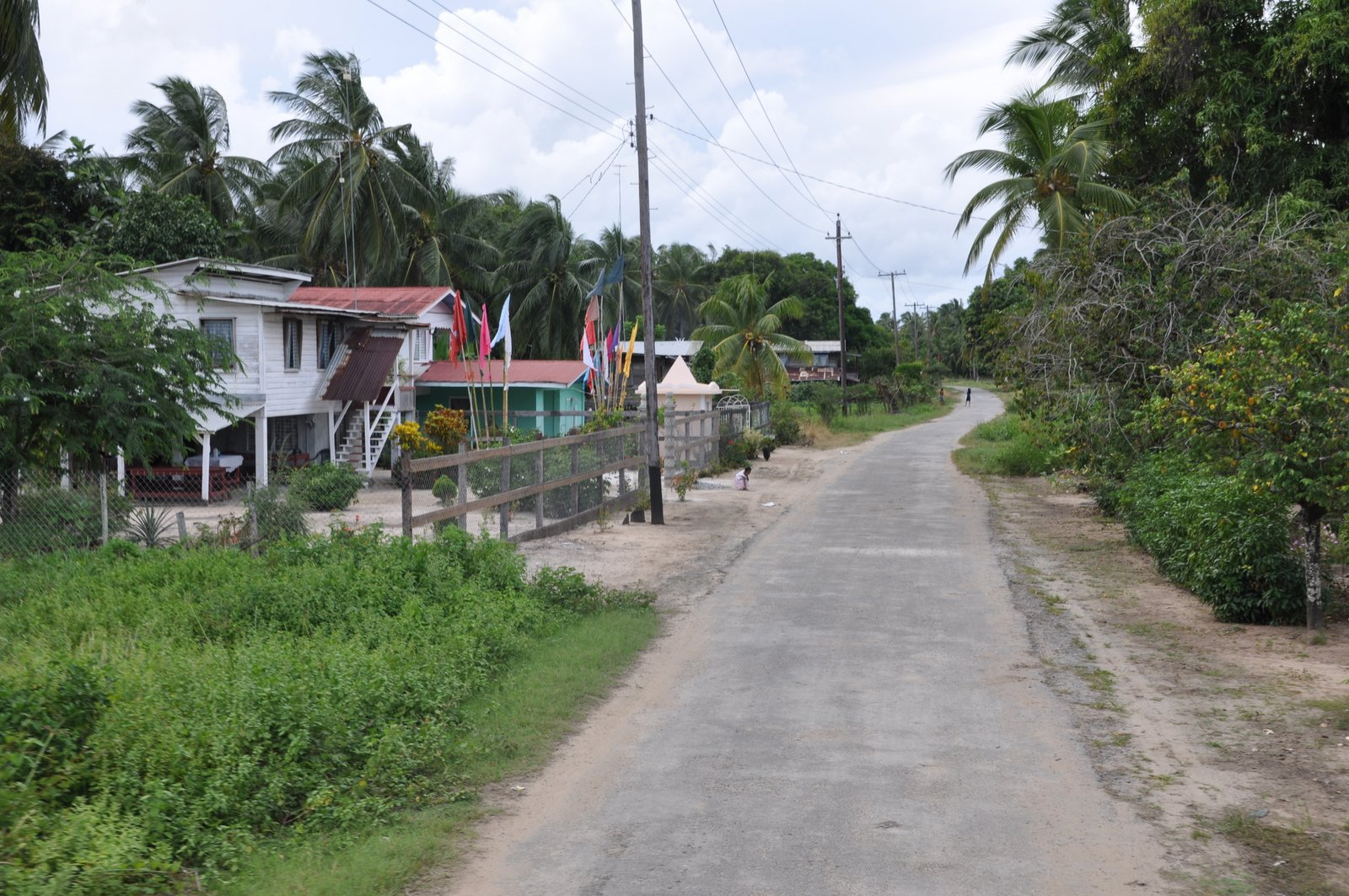
Drum în Wakenaam